# نوبویوکی کوجیما
نوبویوکی کوجیما (به انگلیسی: Nobuyuki Kojima) بازیکن فوتبال اهل ژاپن و عضو تیم ملی فوتبال ژاپن است که در تاریخ ۰۶ ژوئن ۱۹۹۵ میلادی اولین بازی ملی‌اش را انجام داد. او در ۴ بازی ملی حضور داشت و آخرین بازی ملی خود را در تاریخ ۱۹ فوریه ۱۹۹۶ میلادی انجام داد. نوبویوکی کوجیما در بازی‌های ملی‌اش
گلی به ثمر نرساند.